# Schieferhaus
Ein Schieferhaus ist ein mit Schiefern überwiegend oder teilweise verkleidetes Gebäude.
Hierbei handelt es sich um ein Fachwerkhaus oder Steinhaus, dessen Fassade in Gänze, teilweise oder lediglich auch nur das Dach zum Schutz  vor Witterungseinflüssen mit etwa fünf Millimeter dicken Platten aus Schiefergestein gedeckt ist. Es wird auf der aus Natursteinen gemauerten oder aus Fachwerk (meistens ein tragendes Holzgerüst mit einer durch Holzstäbe verstärkten Lehmfüllung) bestehenden Wand die aus Schieferplatten bestehende Schutzverkleidung angebracht oder das Dach wird mit einer Schieferdeckung versehen. Die gebräuchlichsten Formen der Fassaden- und Dachverkleidungen sind sichelförmig oder karoartig angeordnete Schiefern, wobei durch die Variation der Anordnung, Form und Farbe der Schieferplatten sich Möglichkeiten zur Gestaltung von Ornamenten, Bildern oder Schriftzügen ergeben.
Ursprünglich befinden sich Schieferhäuser überwiegend in Gebieten, in denen das Schiefergestein vorkommt und relativ leicht abzubauen war. Hierzu zählt insbesondere das Rheinische Schiefergebirge mit den Regionen Sauerland, Siegerland, Bergisches Land, Eifel, Hunsrück und Westerwald sowie auch das Erzgebirge, der nördliche Teil Frankens, der Thüringer Wald und Harz sowie in Mittel- und Nordhessen und Regionen in Sachsen-Anhalt und im südlichen Niedersachsen. Mit Schiefern verkleidete oder gedeckte Gebäude (auch Neubauten) gibt es mittlerweile in ganz Mitteleuropa. 
An der Fachwerk- oder Steinmauerwand wird auf einem (bei Bedarf gedämmtem) Gerüst aus Holzleisten eine Verschalung aus (eventuell mit Dachpappe zusätzlich geschützten) Holzbrettern angebracht. Darauf ist schließlich die Schieferverkleidung in der Regel mit jeweils zwei bis drei verzinkten Dachdeckernägeln je Schieferplatte befestigt.

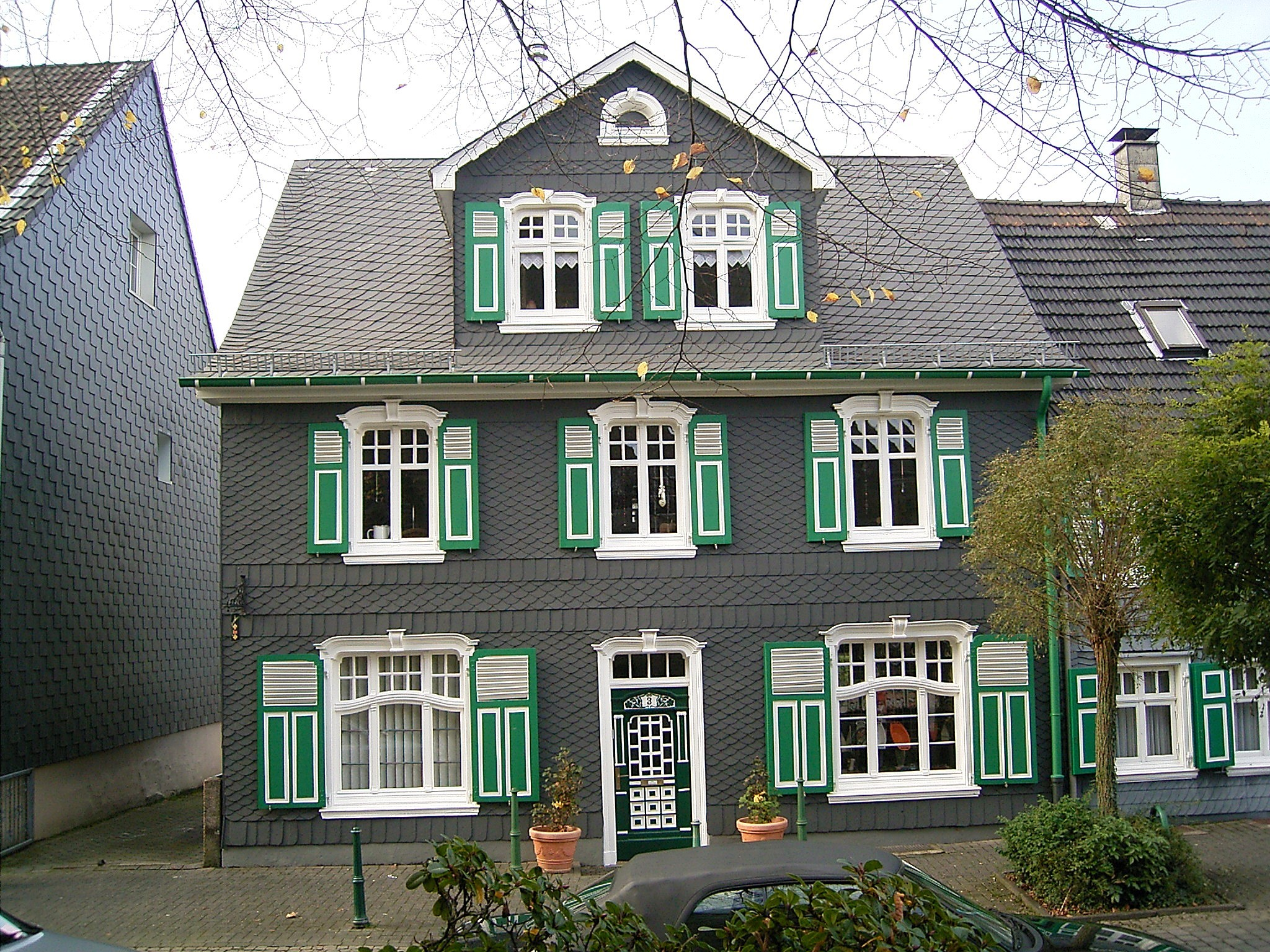
Schieferhaus in Radevormwald
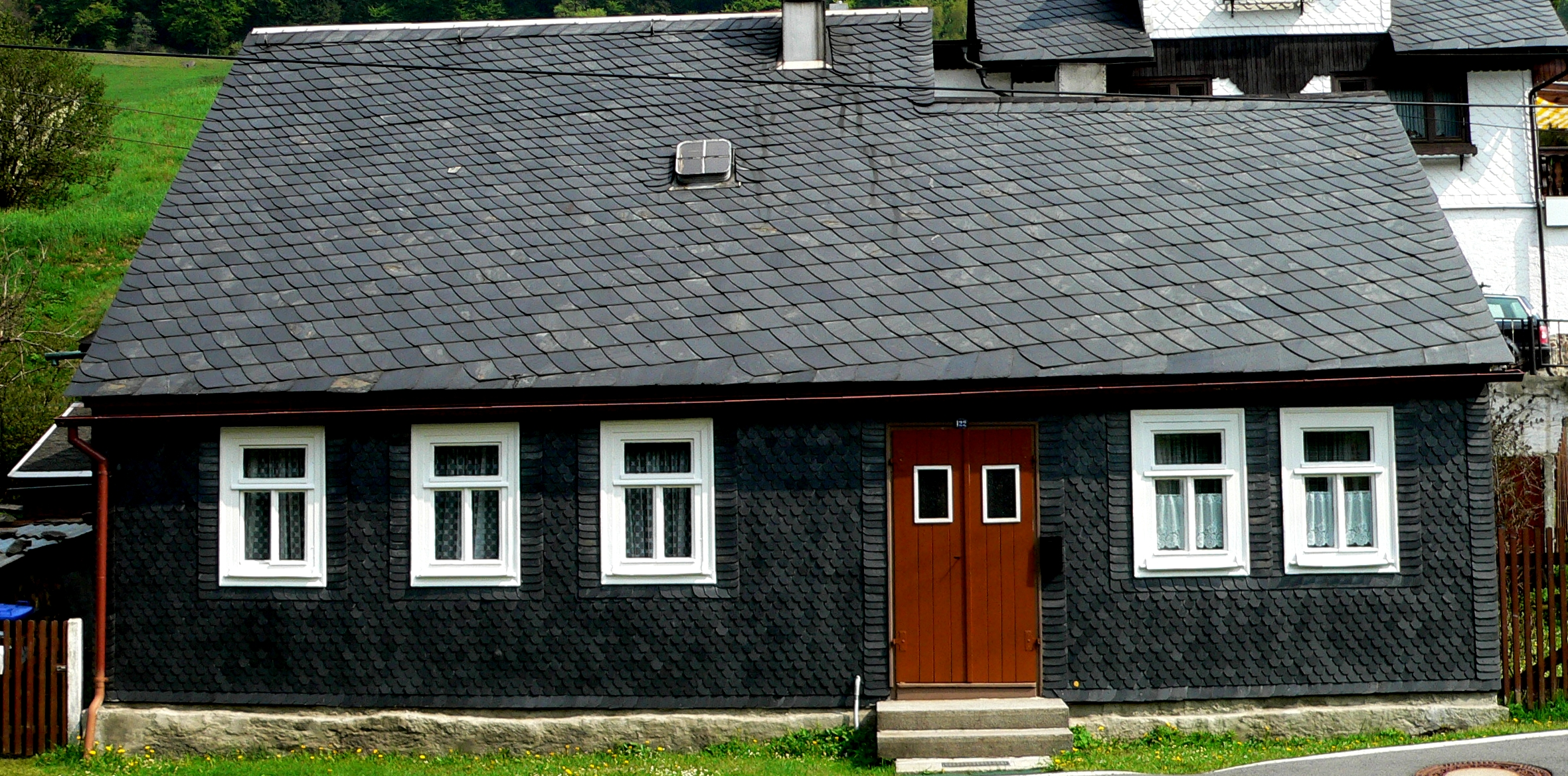
Schieferhaus in Thüringen
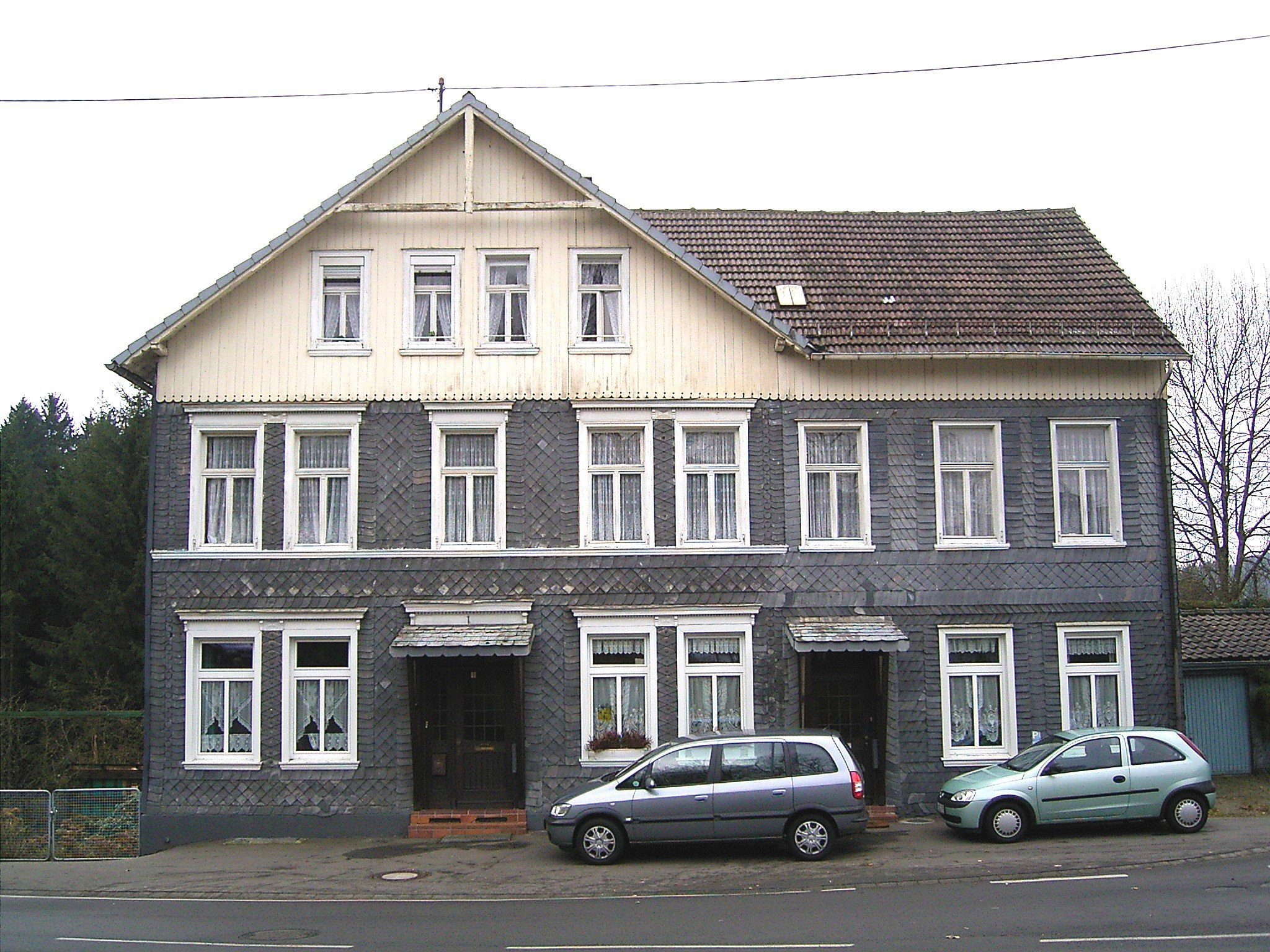
Schieferhaus in Gummersbach
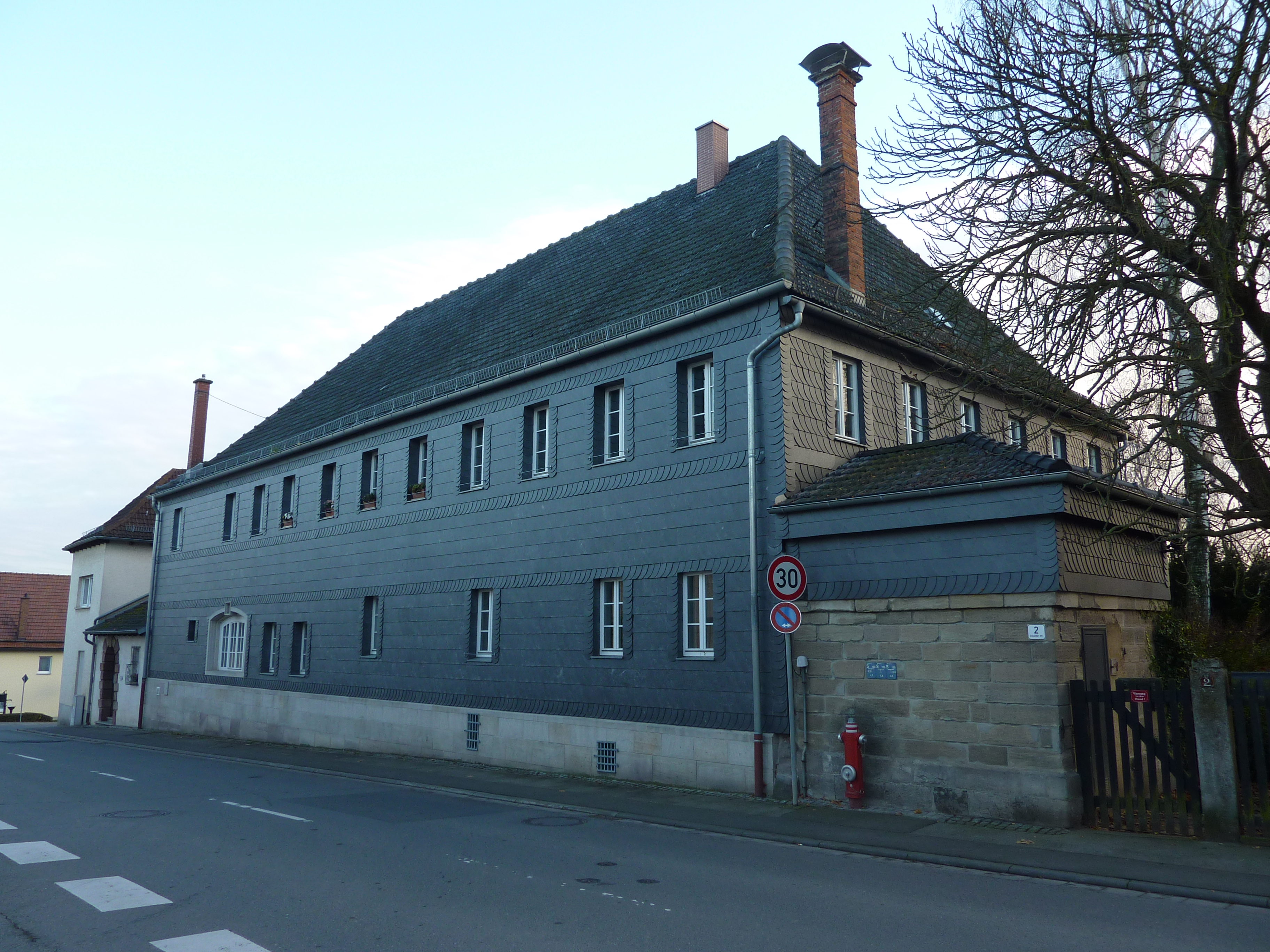
Schieferhaus in Bertelsdorf bei Coburg
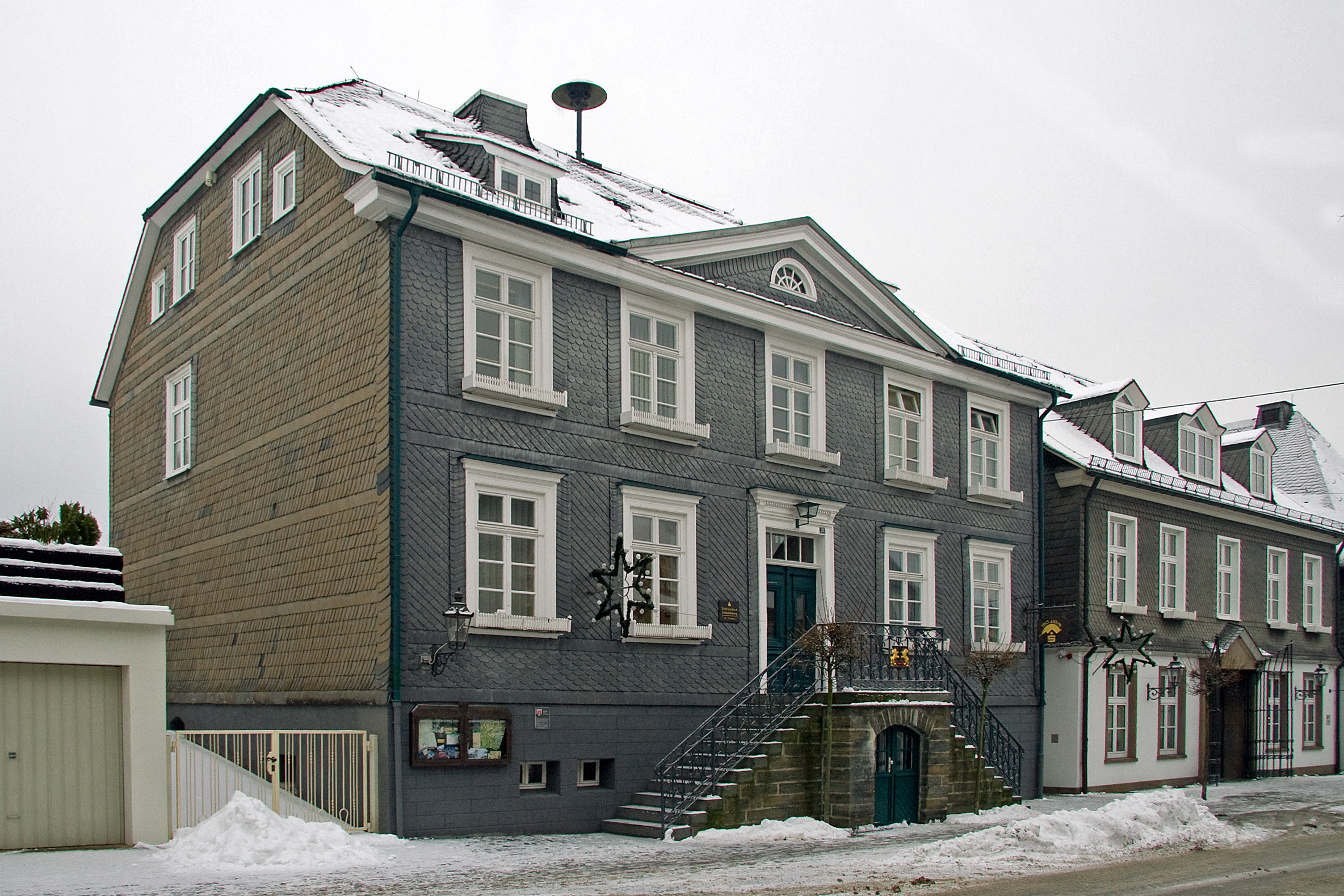
Schieferhaus in Schmallenberg
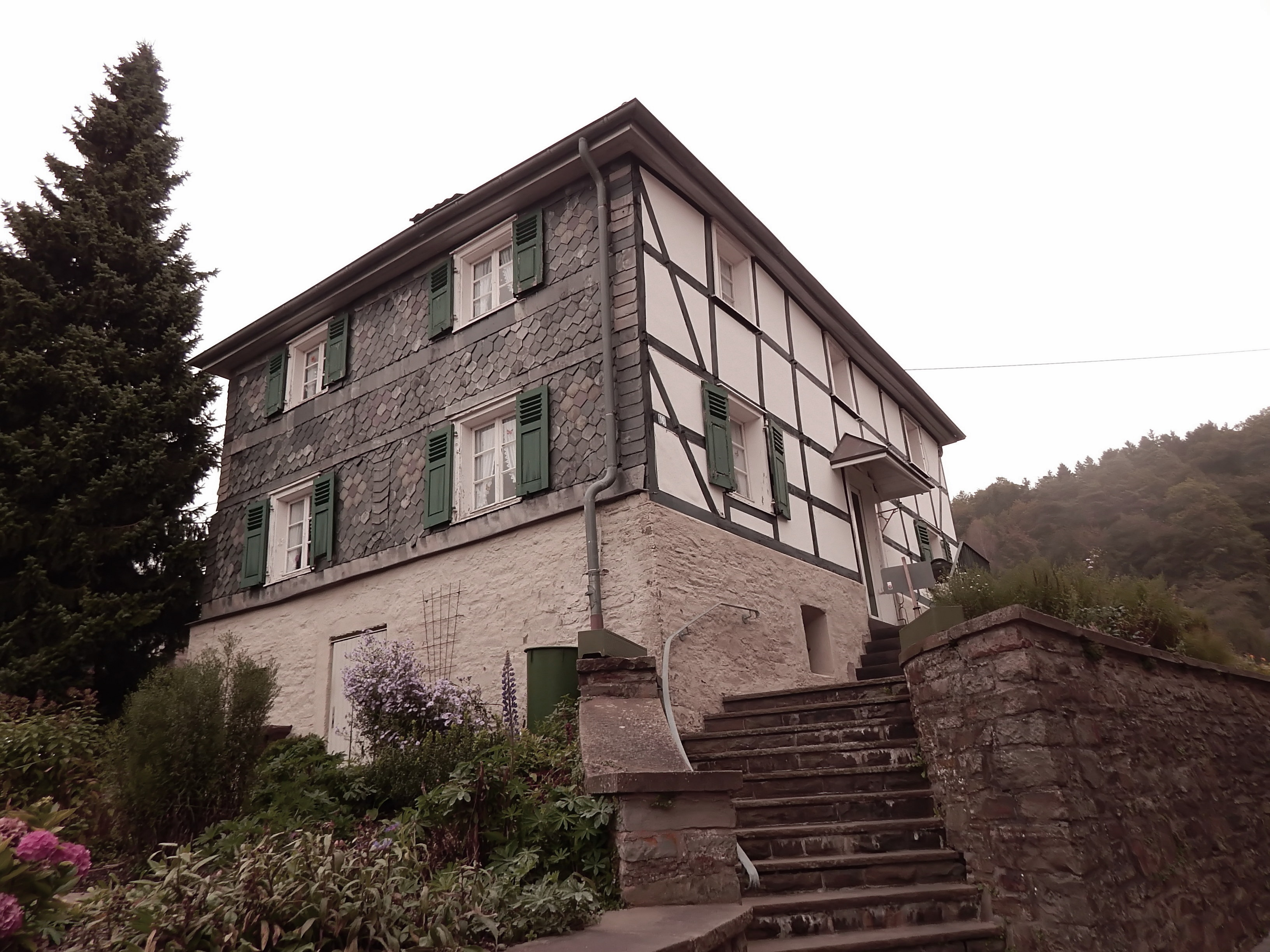
Schieferhaus in Engelskirchen
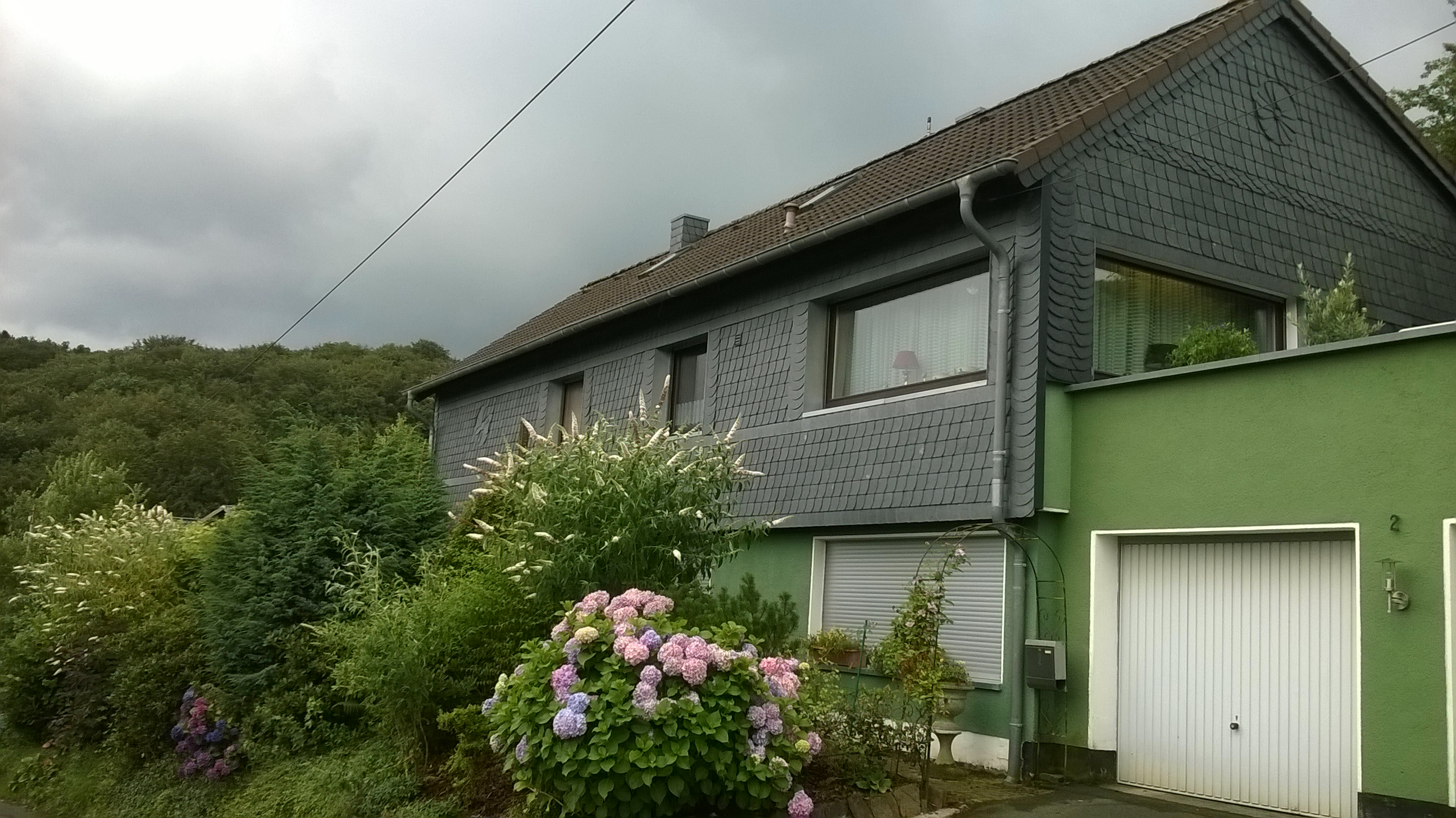
Schieferhaus in Schiefenthal
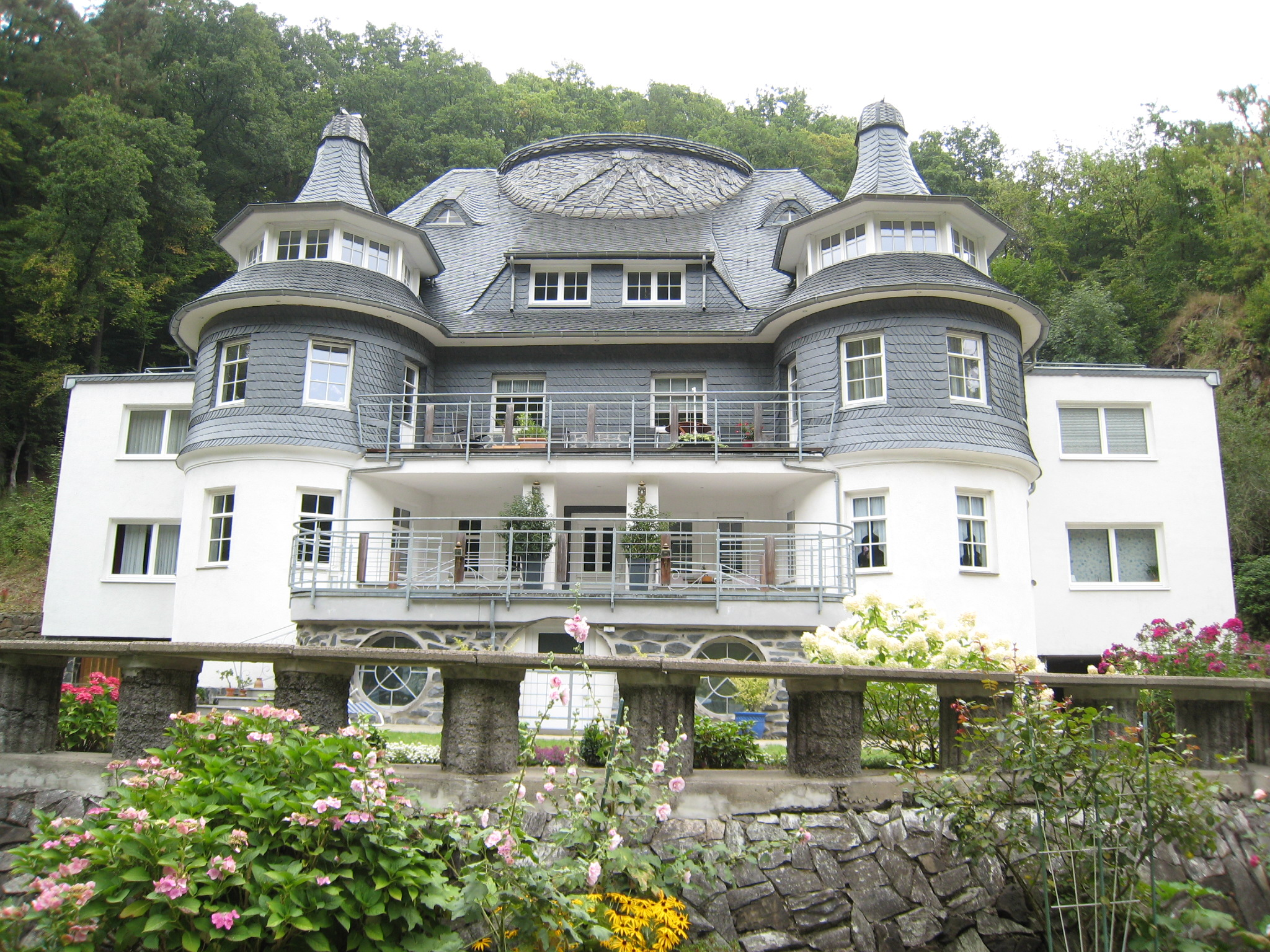
Schieferhaus in Overath